# Triammatus tristis
Triammatus tristis är en skalbaggsart som beskrevs av Francis Polkinghorne Pascoe 1860. Triammatus tristis ingår i släktet Triammatus och familjen långhorningar. Inga underarter finns listade i Catalogue of Life.